# Isola Denison
L'isola Denison (in inglese Denison Island) è una piccola isola antartica facente parte dell'arcipelago Windmill.
Localizzata ad una latitudine di 66° 18' sud e ad una longitudine di 110°26' est, l'isoladista poco più di mezzo chilometro dall'isola Beall. La zona è stata mappata per la prima volta mediante ricognizione aerea durante l'operazione Highjump e l'operazione Windmill, negli anni 1947-1948. È stata intitolata dalla US-ACAN a Dean R. Denison, studioso delle aurore polari facente parte del team della stazione Wilkes dell'anno 1958.